# Nagel-Séez-Mesnil
Nagel-Séez-Mesnil es una localidad y comuna francesa situada en la región de Alta Normandía, departamento de Eure, en el distrito de Évreux y cantón de Conches-en-Ouche.

## Demografía
| 259 | 246 | 262 | 293 | 326 | 304 |
| Para los censos de 1962 a 1999 la población legal corresponde a la población sin duplicidades (Fuente: INSEE [Consultar]) |     |     |     |     |     |